# Cabo Rol
Das Cabo Rol ist ein isoliertes Kap vor der Caird-Küste des ostantarktischen Coatslands. Es liegt am nordwestlichen Rand des Brunt-Schelfeises.
Argentinische Wissenschaftler benannten es. Der weitere Benennungshintergrund ist nicht überliefert.